# Desagüe (fontanería)

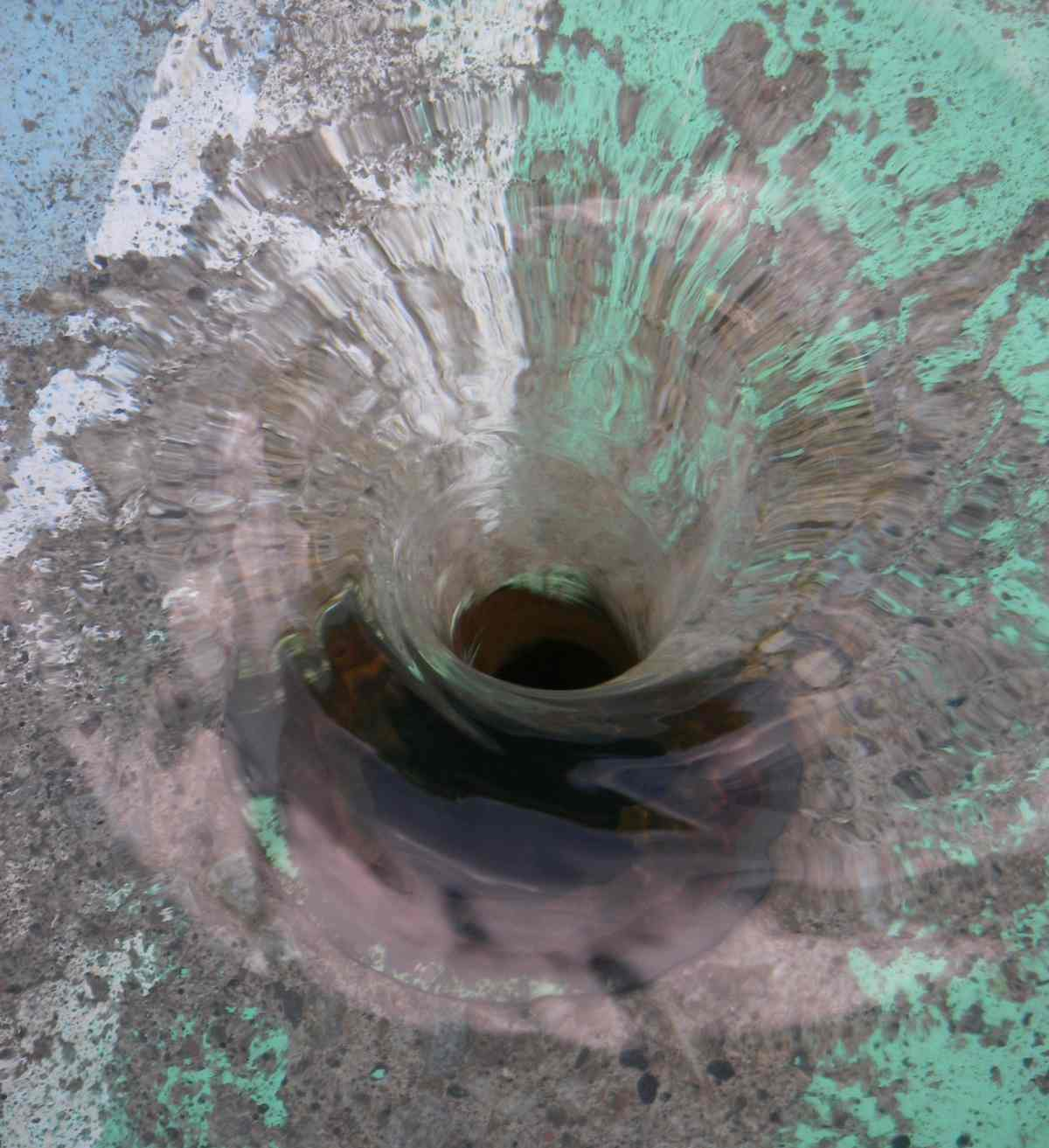
Vórtice de drenaje de la piscina que se ve desde arriba del agua en la piscina de Grange Park

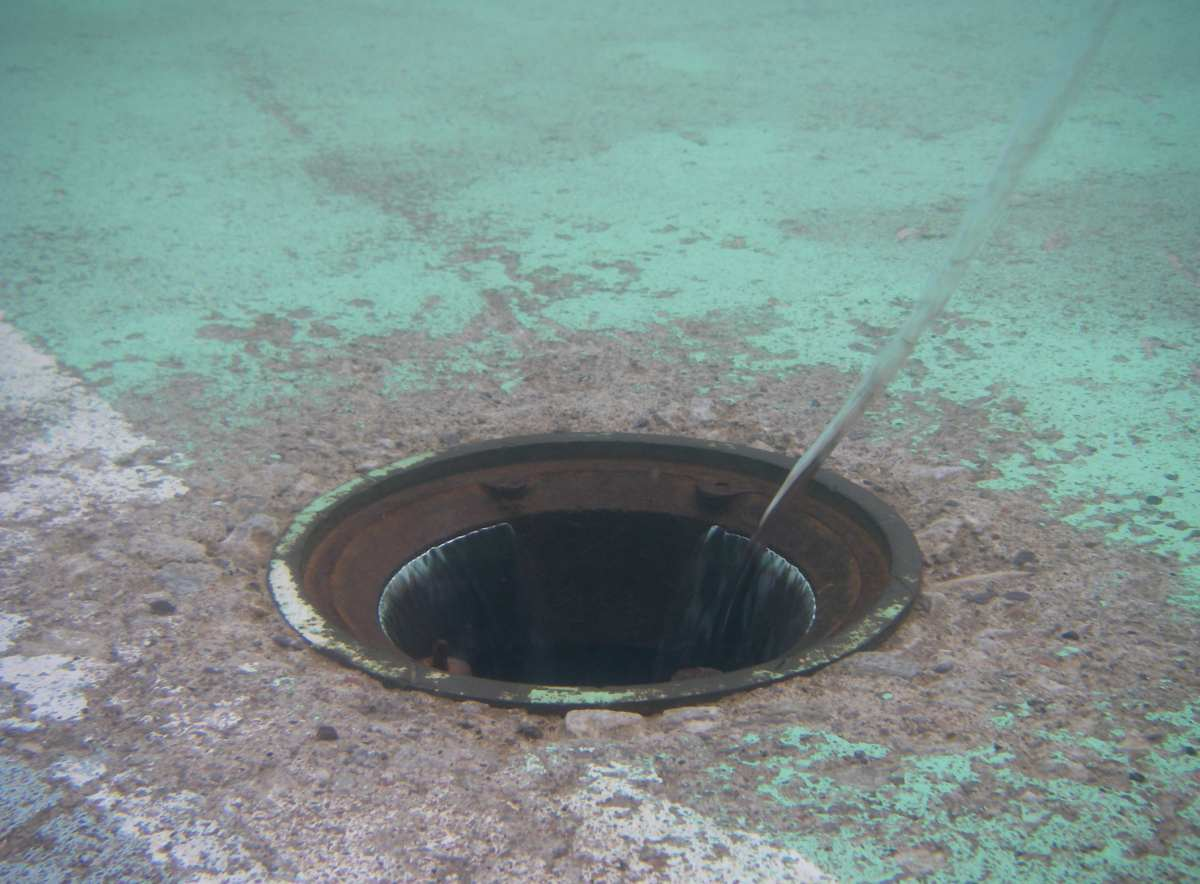
Vista submarina de salida, mostrando el fenómeno de formación del vórtice

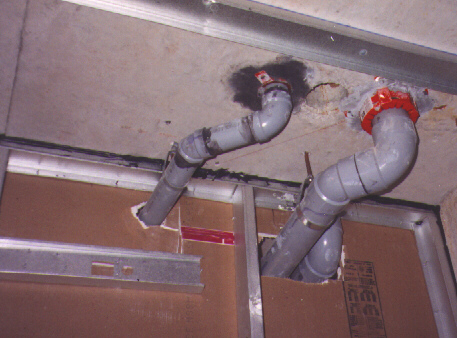
tubos que provienen de desagües

Un desagüe o drenaje de fontanería es el conducto primario para el agua no deseada o los residuos líquidos que se conducirán, ya sea hacia una zona donde serán reutilizados (pero recogidos en un depósito) o bien hacia las alcantarillas y conductos de aguas pluviales donde los residuos se descargan para ser liberados o procesados.

## Diseño, instalación y mantenimiento[1]
La forma y parámetros de instalación están diseñados para asegurar la funcionalidad de la salida para su propósito, permitiendo que se generen variaciones en el volumen, la material a ser transportado y los requerimientos de mantenimiento. La instalación de salida tiene en cuenta los principios relacionados con la gravedad, el vacío, y la seguridad de la exposición humana a agentes biológicos y la resistencia al mal funcionamiento, así como la facilidad de mantenimiento y reparación en caso de atascamiento o bloqueo.

## Seguridad

### Residuos versus recírculo desagües
En algunos sistemas, el desagüe se emplea para la descarga de fluidos residuales, como el caso de un lavabo en el que el agua se drena cuando ya no se necesita.
En el Reino Unido, los fontaneros se refieren a las aguas residuales como "agua mala". Esto está bajo la premisa de que el agua que se mueve de un área a otra pasando por un drenaje no es necesaria y se puede sacar de la zona, como una "manzana mala" que elimina de una cesta de frutas.
En otros sistemas, como las piscinas donde el flujo de agua recircula, la salida se conecta a la entrada de la máquina de bombeo de recirculación.
En el último caso, hay una cuestión de seguridad obvia, porque muchas personas no esperan encontrar más que la cabeza de agua por encima del barro cuando toque una fuga. Cuando hay una bomba de recirculación, el riesgo de aspiración consiste en la cabeza de agua, además de la succión de la bomba (hasta un máximo de 1 atmósfera).
Las catástrofes se han producido debido a la mortalidad causada por este "atrapamiento de succión". En estas situaciones, una parte del cuerpo, el cabello o la ropa pueden quedar atrapados contra el drenaje y pueden llegar a ser imposibles de liberar, resultando en ahogamiento. Los desagües diseñados adecuadamente a las piscinas y balnearios mitigan este efecto, ya sea añadiendo drenajes múltiples o aumentando la superficie de la apertura del drenaje, con el uso de muchos agujeros o cubiertas de seguridad. Como la succión de drenaje aumenta rápidamente cuando una parte de la apertura de drenaje se bloquea, con dos desagües o una entrada de drenaje más grande permiten alternar los caminos de aspiración de la bomba.Dispositius de seguridad para piscinas están disponibles para apagar automáticamente una bomba de funcionamiento si se detecta un rápido aumento de la succión (como podría suceder durante un incidente de atrapamiento de succión).
En 1994, Cristin Fitzpatrick se ahogó en una piscina de Variety Village cuando sus cabellos se enredaron en un embudo de agua.
Atendiendo a que el miedo del desagüe puede ser puede ser contraproducente, deberían enseñar a los niños a no tocar intencionadamente o intentar bloquear los componentes de un sistema de recirculación de piscinas.

### Desagües múltiples
Como cuestión de seguridad, debe haber múltiples drenajes en piscinas y fuentes públicas, para ayudar a reducir los peligros del depósito de las tuberías y el desbordamiento del flujo. En algunos locales, los drenajes son legalmente obligatorios en todas las piscinas públicas, y esto es cada vez más común en las piscinas residenciales de nueva construcción ..
Como los niños suelen jugar en fuentes públicas, el uso de drenajes múltiples es una característica obligatoria de seguridad independientemente de que el arquitecto o el planificador tengan la intención de que la fuente se utilice como función de juego acuático. Esto es para asegurar un riesgo mínimo de atrapamiento de la plomería, pero los vándalos pueden romperse en acequias durante el tiempo de la noche y sacar las cubiertas (normalmente conocidas como vertido de drenaje). Esto puede hacer que los drenajes sean muy peligrosos